# Нијамеј
Нијамеј (фр. Niamey) је главни град Нигера и главни град области Тилабери. Лоциран је углавном на десној страни реке Нигер. Нијамеј је административни, културни и економски центар државе. Координате су му 13°31'17" северно и 2°6'19" источно. Године 2000, град је имао око 800.000 становника.

## Географија
Регион Нијамеј се простире између Липтака, што одговара северном крају источног гребена Ман, и југозападне ивице басена Јулемедена. Покривајући површину од преко 250 km2 (97 sq mi), градско подручје се налази на врху две висоравни која достижу 218 m (715 ft) надморске висине, које дели река Нигер. Код Нијамеја, река, која тече скоро право јужно-југоисточно од Гаоа у Малију, прави низ широких кривина. Град је основан на источној („левој обали“) реке, јер она вијуга од запада ка истоку да би текла скоро директно на југ. Низ мочварних острва почиње у Нијамеју и простире се јужно у реци.

### Клима
Клима је врућа полусушна (Кепенова климатска класификација BSh), са очекиваним падавинама између 500 mm (20 in) и 750 mm (30 in) годишње, углавном почевши са неколико олуја у мају, а затим прелазећи у кишне сезона, која обично траје негде од јуна до почетка септембра, када кише прилично брзо нестају. Већина падавина је од краја јуна до средине септембра. Од октобра до априла практично нема кише. Нијамеј је изузетно врућ током целе године. Заправо, то је један од најтоплијих великих градова на планети. Просечне месечне високе температуре достижу 38 °C (100 °F) четири месеца у години и ни у једном месецу просечне високе температуре не падају испод 32 °C (90 °F). Током сушне сезоне, посебно од новембра до фебруара, ноћи су углавном хладне. Просечне најниже вредности током ноћи између новембра и фебруара крећу се од 14—18 °C (57—64 °F).
| Клима Нијамеја, Нигер (1961—1990, екстреми: 1961—2015) | Клима Нијамеја, Нигер (1961—1990, екстреми: 1961—2015) | Клима Нијамеја, Нигер (1961—1990, екстреми: 1961—2015) | Клима Нијамеја, Нигер (1961—1990, екстреми: 1961—2015) | Клима Нијамеја, Нигер (1961—1990, екстреми: 1961—2015) | Клима Нијамеја, Нигер (1961—1990, екстреми: 1961—2015) | Клима Нијамеја, Нигер (1961—1990, екстреми: 1961—2015) | Клима Нијамеја, Нигер (1961—1990, екстреми: 1961—2015) | Клима Нијамеја, Нигер (1961—1990, екстреми: 1961—2015) | Клима Нијамеја, Нигер (1961—1990, екстреми: 1961—2015) | Клима Нијамеја, Нигер (1961—1990, екстреми: 1961—2015) | Клима Нијамеја, Нигер (1961—1990, екстреми: 1961—2015) | Клима Нијамеја, Нигер (1961—1990, екстреми: 1961—2015) | Клима Нијамеја, Нигер (1961—1990, екстреми: 1961—2015) |
| Показатељ \ Месец                                      | .Јан.                                                  | .Феб.                                                  | .Мар.                                                  | .Апр.                                                  | .Мај.                                                  | .Јун.                                                  | .Јул.                                                  | .Авг.                                                  | .Сеп.                                                  | .Окт.                                                  | .Нов.                                                  | .Дец.                                                  | .Год.                                                  |
| ------------------------------------------------------ | ------------------------------------------------------ | ------------------------------------------------------ | ------------------------------------------------------ | ------------------------------------------------------ | ------------------------------------------------------ | ------------------------------------------------------ | ------------------------------------------------------ | ------------------------------------------------------ | ------------------------------------------------------ | ------------------------------------------------------ | ------------------------------------------------------ | ------------------------------------------------------ | ------------------------------------------------------ |
| Апсолутни максимум, °C (°F)                            | 38,2 (100,8)                                           | 44,0 (111,2)                                           | 45,0 (113)                                             | 45,6 (114,1)                                           | 45,1 (113,2)                                           | 43,5 (110,3)                                           | 41,0 (105,8)                                           | 39,6 (103,3)                                           | 41,8 (107,2)                                           | 41,2 (106,2)                                           | 40,7 (105,3)                                           | 40,0 (104)                                             | 45,6 (114,1)                                           |
| Максимум, °C (°F)                                      | 32,5 (90,5)                                            | 35,7 (96,3)                                            | 39,1 (102,4)                                           | 40,9 (105,6)                                           | 40,2 (104,4)                                           | 37,2 (99)                                              | 34,0 (93,2)                                            | 33,0 (91,4)                                            | 34,4 (93,9)                                            | 37,8 (100)                                             | 36,2 (97,2)                                            | 33,3 (91,9)                                            | 36,2 (97,2)                                            |
| Просек, °C (°F)                                        | 24,3 (75,7)                                            | 27,3 (81,1)                                            | 30,9 (87,6)                                            | 33,8 (92,8)                                            | 34,0 (93,2)                                            | 31,5 (88,7)                                            | 29,0 (84,2)                                            | 27,9 (82,2)                                            | 29,0 (84,2)                                            | 30,8 (87,4)                                            | 27,9 (82,2)                                            | 25,0 (77)                                              | 29,3 (84,7)                                            |
| Минимум, °C (°F)                                       | 16,1 (61)                                              | 19,0 (66,2)                                            | 22,9 (73,2)                                            | 26,5 (79,7)                                            | 27,7 (81,9)                                            | 25,7 (78,3)                                            | 24,1 (75,4)                                            | 23,2 (73,8)                                            | 23,6 (74,5)                                            | 24,2 (75,6)                                            | 19,5 (67,1)                                            | 16,7 (62,1)                                            | 22,4 (72,3)                                            |
| Апсолутни минимум, °C (°F)                             | 12,6 (54,7)                                            | 14,3 (57,7)                                            | 18,0 (64,4)                                            | 21,6 (70,9)                                            | 22,6 (72,7)                                            | 20,5 (68,9)                                            | 20,0 (68)                                              | 20,2 (68,4)                                            | 20,3 (68,5)                                            | 15,8 (60,4)                                            | 13,0 (55,4)                                            | 12,6 (54,7)                                            | 12,6 (54,7)                                            |
| Количина падавина, mm (in)                             | 0,0 (0)                                                | 0,0 (0)                                                | 3,9 (0,154)                                            | 5,7 (0,224)                                            | 34,7 (1,366)                                           | 68,8 (2,709)                                           | 154,3 (6,075)                                          | 170,8 (6,724)                                          | 92,2 (3,63)                                            | 9,7 (0,382)                                            | 0,7 (0,028)                                            | 0,0 (0)                                                | 540,8 (21,292)                                         |
| Дани са падавинама (≥ 1.0 mm)                          | 0,0                                                    | 0,0                                                    | 0,2                                                    | 0,8                                                    | 2,9                                                    | 5,9                                                    | 9,9                                                    | 12,2                                                   | 7,4                                                    | 1,6                                                    | 0,1                                                    | 0,0                                                    | 41                                                     |
| Релативна влажност, %                                  | 22                                                     | 17                                                     | 18                                                     | 27                                                     | 42                                                     | 55                                                     | 67                                                     | 74                                                     | 73                                                     | 53                                                     | 34                                                     | 27                                                     | 42,4                                                   |
| Сунчани сати — месечни просек                          | 280                                                    | 264                                                    | 264                                                    | 251                                                    | 257                                                    | 251                                                    | 238                                                    | 203                                                    | 228                                                    | 285                                                    | 285                                                    | 276                                                    | 3.082                                                  |
| Извор #1: Deutscher Wetterdienst                       |                                                        |                                                        |                                                        |                                                        |                                                        |                                                        |                                                        |                                                        |                                                        |                                                        |                                                        |                                                        |                                                        |
| Извор #2: Danish Meteorological Institute              |                                                        |                                                        |                                                        |                                                        |                                                        |                                                        |                                                        |                                                        |                                                        |                                                        |                                                        |                                                        |                                                        |

## Историја
Нијамеј је вероватно основан у 18. веку. Град је био од мале важности док Французи нису успоставили колонијални гарнизон 1890. Тада је убрзо постао важан центар. Године 1926, је постао главни град Нигера, а број становника је растао убрзаним темпом, од око 3.000 1930. до око 30.000 1960, затим 250.000 1980. да би, према неким проценама, достигао бројку од 800.000. године 2000. Главни разлог оволиког пораста су миграције узроковане сушама.

## Становништво
| Година       |
| Становништво |
| ------------ |

## Привреда
У регији око града је развијена пољопривредна производња кикирикија, а од индустрије се истиче производња цигле, керамике, текстила, цемента и тканих материјала.

## Партнерски градови
- Дакар
- Tamale